# Pointe-à-Raquette

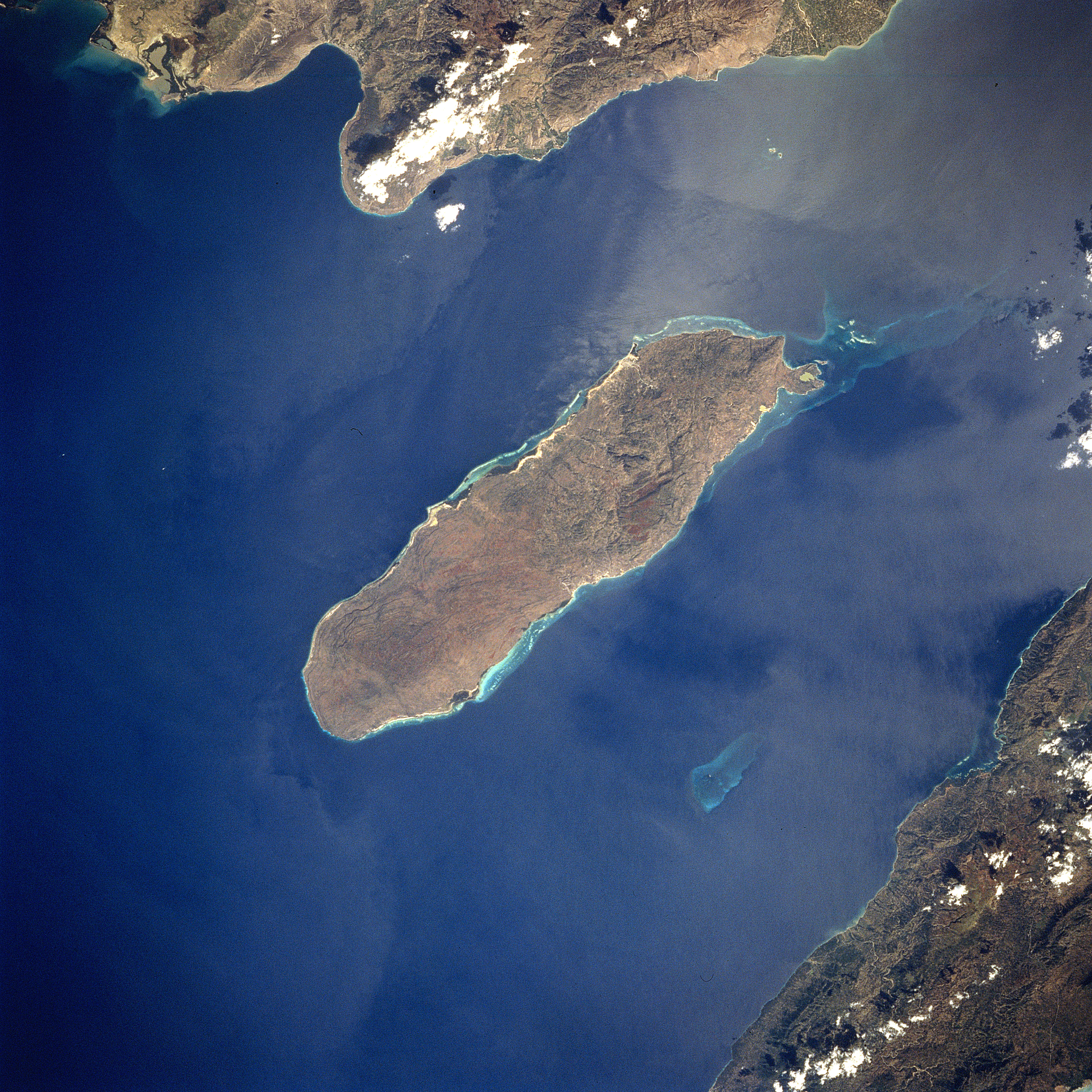
Satellitenaufnahme der Insel. Raquette am unteren rechten Rand der Insel. Bild nicht genordet!

Pointe-à-Raquette (haitianisch-kreolisch: Pwentarakèt) ist ein Ort und eine Gemeinde auf der Südseite der Insel Île de la Gonâve (früher Île de la Gonaïve) (Haiti). Auf einer Fläche von 317,61 km² leben im Gemeindegebiet 24.518 Einwohner. Der Ort selbst hat 6301 Einwohner (Stand jeweils: 2015).
Die Insel stellt ein Arrondissement (Kreis) im haitianischen Département Ouest dar und besteht aus den beiden Kommunen Anse-à-Galets (Hauptstadt des Arrondissements auf der Nordseite) und Pointe-à-Raquette. Die Postleitzahlen auf der Île de La Gonâve beginnen mit 65.
Die Stadt liegt ca. 50 Kilometer westnordwestlich der haitianischen Hauptstadt Port-au-Prince im Golf von Gonâve.